# 世界极限运动会

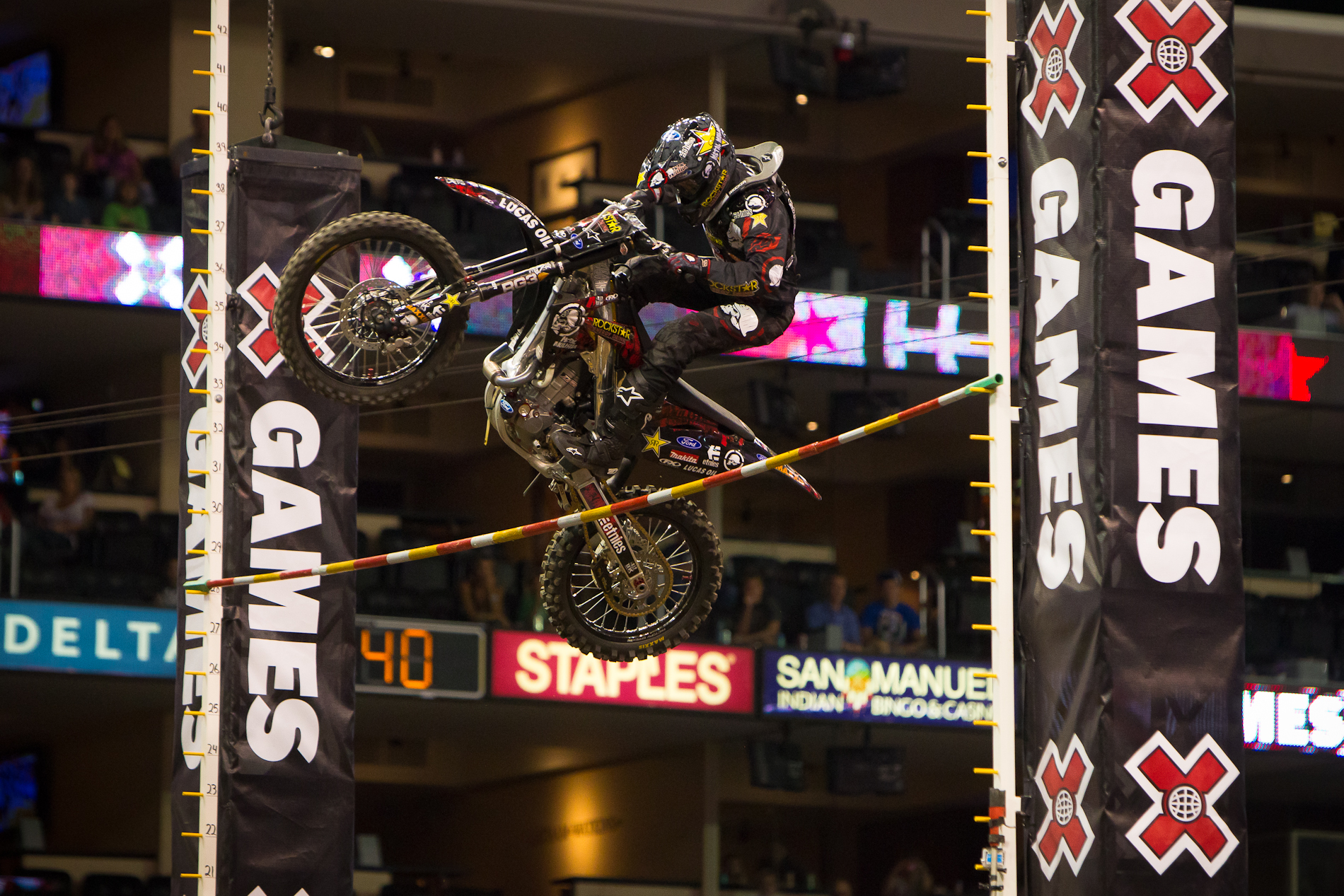
Brian Deegan在第十七届洛杉矶世界极限运动会上。

世界极限运动会（英語：X Games）是一个每年举办的世界極限運動会。它是由美国体育有线电视网ESPN（包括其姐妹附属网络美国广播公司的报道）管理和安排的一个极限运动会，并侧重极限运动。在1995年夏季，世界极限运动会第一次在羅德島州举办。参与者参与去赢得金银铜牌和奖金。它被分为夏季世界极限运动会和冬季世界极限运动会。2013年开始，世界极限运动会扩张到全球6大主办地。
| 主办场地       | 日期                |
| -------------- | ------------------- |
| 美国阿斯彭     | 2013年1月24日－27日 |
| 法国蒂涅       | 2013年3月20日－22日 |
| 巴西伊瓜苏     | 2013年4月18日－21日 |
| 西班牙巴塞罗那 | 2013年5月16日－19日 |
| 德国慕尼黑     | 2013年6月27日－30日 |
| 美国洛杉矶     | 2013年8月1日－4日   |

## 冬季极限运动会
每年1月份，会举办雪上项目极限运动会，称为 Winter X Game，主要分为双板和单板滑雪，比赛项目有大跳台Big Air, 坡肩技巧Knuckle Huck, 街区障碍Slopestyle和半管SuperPipe。
- 2023年1月27-29日，第27届冬季极限运动会在美国亞斯本举办。

## 参照
1. ↑  . X Games.   [2013-02-22]. （原始内容存档于2016-01-05）.